# Ran Mouri
Ran Mōri (Ran Mori (毛利 蘭, Mori Ran)) est un personnage du manga et de la série télévisée d'animation Détective Conan. Elle est l'amie d'enfance de Shinichi Kudo, et la fille de Kogoro Mōri.
- Voix japonaise : Wakana Yamazaki
- Voix françaises : Marie-Line Landerwijn (série), Nayéli Forest (films)

Ran Mōri (毛利 蘭, Mōri Ran) est l'amie de Shinichi. Elle et lui sont amoureux l'un de l'autre mais ne se déclarent leurs flammes que très tard dans le manga. Ran peut tour à tour être d'un tempérament brûlant ou d'une douceur romantique. Elle est experte et championne régionale de karaté. Elle héberge Shinichi, devenu Conan. Elle a quelquefois des doutes sur l'identité de Conan, mais ce dernier parvient toujours à les dissiper. Son nom de famille, Mōri, est dérivé du prénom de l'auteur français Maurice Leblanc (Arsène Lupin) qui en japonais se prononce « Mourisu ».

## Personnage
Ran est une élève en classe de première au lycée de Beika, comme son ami d'enfance Shinichi Kudo. Fille de Kogoro Mōri, ancien policier devenu détective privé, et d'Eri Kisaki, grande avocate.
Ami d'enfance de Kudo, amoureuse de lui, elle ne lui avouera ses sentiments que dans le film 8. Ses autres amis sont : Sonoko Suzuki, fille de la grande famille Suzuki, Heiji Hattori, fils du préfet d'Osaka, jeune détective comme Shinichi et Kazuha Tooyama, grande amie d'Heiji.
Elle vit avec son père, et Conan Edogawa qu'elle a recueilli sans savoir qu'il est Shinichi. Elle prend toujours la responsabilité de la maison car ses parents ont divorcé. Ran est très douée pour les arts martiaux. Elle est 3e dan de Karaté, et est capable de défoncer une porte avec la force de ses jambes ; son père l'a entrainé au judo. Sa meilleure amie est Sonoko, avec laquelle elle sort pour faire les boutiques. Elle a également une chance insolente aux jeux de hasard comme le mah-jong, le poker ou les loteries; ayant toujours obtenu une victoire écrasante sous les yeux ébahis de son entourage. Bien qu'elle pratique le karaté - ce qui fait parfois peur à son entourage-, elle a très peur des esprits maléfiques (fantômes, spectres…) et elle est très superstitieuse, au grand dam de son père et de Conan. D'ailleurs, elle n'est pas la seule ; Kazuha, l'une de ses amies particulièrement douée en aïkido, l'est également.
D'apparence gentille mais forte mentalement, elle est déterminée, sérieuse et combative, la meilleure preuve étant son excellent niveau en karaté. Cette combativité ne s'exprime que lorsque Ran sent que quelqu'un de son entourage est en danger, et a besoin d'aide. Cependant, sous cette apparence forte, elle se révèle également très sensible. Elle fond très facilement en larmes, et se laisse souvent emporter par ses émotions, malgré ses efforts pour cacher ses sentiments. 
Elle essaie également, à plusieurs reprises, de remettre ses parents ensemble. À chaque fois, c'est à deux doigts de fonctionner, mais un geste ou une parole déplacés de son père fait toujours tout rater, bien qu'à l'évidence ils s'aiment toujours mais ne se l'avouent pas. Elle ne supporte pas de voir sa mère avec d'autres hommes, et espère qu'un jour ses parents oublieront leurs différences. Elle est très souvent impliquée dans les enquêtes de son père, plus ou moins directement. (Et finit très souvent ligotée et bâillonnée par les criminels) Mais quand sa vie est en danger, Conan intervient toujours à temps pour lui venir en aide.
Ran Mōri tire son nom de l'écrivain français qui créa le célèbre gentleman-cambrioleur Arsène Lupin, Maurice Leblanc dont la prononciation japonaise est Mourisu Leburan.

## Relation avec Shinichi Kudo
Ran et Shinichi sont amoureux l'un de l'autre, mais n'osent pas se l'avouer. Ran s'inquiète toujours pour lui, et pense toujours à lui. Shinichi cache à Ran ce qui lui est arrivé pour ne pas la mettre en danger. Il lui fait croire qu'il est en train de résoudre une affaire mystérieuse, et sera bientôt de retour. Bien que très naïve, à plusieurs reprises, elle a des soupçons sur la véritable identité de Conan : remarques pertinentes et perspicacité, à l'instar de Shinichi, photo de Shinichi quand il était jeune qui ressemble étrangement à Conan. De plus, lorsqu'elle envoie un message sur le portable de Shinichi, il arrive sur le téléphone de Conan. À chaque fois, les choses finissent par lui faire croire qu'elle a tort, souvent grâce à l'intervention d'une personne qui viendra la raisonner. Pour effacer les soupçons de Ran, Conan demande parfois au professeur Agasa de l'appeler en utilisant la voix de Shinichi. Lorsqu'elle pense à Shinichi, elle pleure pratiquement à chaque fois, bien que celui-ci lui dise à chaque fois qu'il va bien, et qu'il ne faut pas qu'elle s'inquiète pour lui.
Au tome 95, Ran répond à la révélation d'amour de Shinichi (tome 71) en l'embrassant sur la joue, et officialise ensuite leur relation amoureuse.
Il semblerait que Ran doute souvent de l'identité réelle de Conan ou de Shinichi, sans pourtant jamais se rapprocher de la vérité. Le moment où elle en a été le plus proche était au volume 14, où elle s'imagine que Shinichi a rapetissé à cause d'un poison donné par le Professeur Agasa. Mais ses soupçons sont dissipés quand Yukiko arrive pour révéler que Conan est son "petit-neveu". Néanmoins, Ran se pose encore et toujours des questions, notamment en observant les capacités de Conan et ses lapsus révélateurs...

## Popularité
eBookJapan a fait un sondage de popularité du 12 avril 2011 au 12 mai 2011 dans lequel les lecteurs (internationaux inclus) de Détective Conan pouvaient voter pour leur personnage préféré. Ran Mōri est classée 5e dans le sondage avec 347 votes sur un total de 5 884 votes.